# Veratalpa
Veratalpa ("toupeira verdadeira") é um gênero extinto de mamíferos placentários de afinidades incertas, que viveram na França do Mioceno Inferior ao Médio. É um gênero monotípico com apenas uma espécie, Veratalpa lugdunensiana, conhecida a partir de um único fóssil de osso do tornozelo.

## Taxonomia
Em 1905, o naturalista argentino Florentino Ameghino descreveu Veratalpa em uma visão geral dos ossos do tornozelo do Mioceno Inferior a Médio de Vieux Collonges, na França. Ele listou várias espécies da família Talpidae (toupeiras e espécies relacionadas) de Vieux Collonges, incluindo a "espécie C", que ele nomeou como um novo gênero e espécie, Veratalpa lugdunensiana, em uma nota de rodapé. Em uma revisão de 1906 do artigo de Ameghino, Édouard Louis Trouessart afirmou que Veratalpa provavelmente representava um novo gênero de toupeira, mas observou que o nome específico lugdunensiana teria sido mais corretamente escrito como "lugdunensis". Segundo Trouessart, o sufixo -ana é apropriado para nomes que fazem referência a pessoas, mas não para aqueles que se referem a lugares, como este nome, que é derivado de Lugdunum (o nome em latim para Lyon).
Em uma revisão de 1974 sobre os talpídeos do Mioceno europeu, John Howard Hutchison escreveu que o astrágalo de Veratalpa não possuía características que o aliassem aos talpídeos e comentou que muito provavelmente vinha de um roedor.
Em sua Classification of Mammals de 1997,  Malcolm McKenna e Susan Bell listaram Veratalpa como um membro de Placentalia, com afinidades incertas.

## Descrição
O astrágalo de Veratalpa é o maior entre os de Vieux Collonges que Ameghino atribuiu aos Talpidae. Embora com 4,5 mm seja aproximadamente tão longo quanto sua "espécie A", é mais largo, e Hutchison notou a largura como uma das características que argumentam contra a classificação de Veratalpa em Talpidae. Como as toupeiras vivas, ele tem uma cabeça larga, plana e curta, mas forma um ângulo notavelmente pequeno com o corpo. Nas toupeiras atuais, a cabeça é mais orientada axialmente (ou seja, em direção ao eixo central do pé). A superfície da cabeça que entra em contato com o osso navicular é menos arredondada do que nas toupeiras. O corpo é baixo e quase quadrado e tem um diâmetro de cerca de 3 mm. A tróclea — uma superfície no corpo do osso que se articula com a tíbia (osso da perna inferior) — não é grande e em forma de polia, como em talpídeos. Há uma pequena perfuração na parte inferior do corpo. Esta perfuração é maior nos outros supostos talpídeos de Ameghino, e Trouessart sugeriu, com base nesta característica, que as partes internas dos dedos dos pés eram reduzidas em Veratalpa.

## Distribuição
Veratalpa é conhecido apenas da localidade de Vieux Collonges, perto de Lyon, no sudeste da França; Ameghino conhecia esta localidade como "Mont-Ceindre". Esta rica localidade de preenchimento de fissuras [en] rendeu milhares de fósseis e é atualmente datada na fronteira do Mioceno inferior com o médio, há cerca de 17 milhões de anos (MN 4 [en]/5 [en] na zonação MN [en]). Como Veratalpa é conhecido a partir de um único astrágalo, Ameghino considerou-o raro. Ele distinguiu seis espécies de talpídeos entre os astrágalos, mas, segundo Hutchison, apenas a espécie F de Ameghino (que foi atribuída a Talpidae com uma interrogação) é realmente um talpídeo.